# Sándor Reményik
Sándor Reményik (Kolozsvár, 30 de agosto de 1890– Kolozsvár, 24 de octubre de 1941), poeta, una de las grandes figuras de la lírica húngara de Transilvania (Rumanía), del periodo de entreguerras.

## Vida
Su padre era un conocido arquitecto acaudalado. Sándor Reményik acabó la escuela secundaria en Kolozsvár y en esta misma ciudad empezó sus estudios de derecho, pero por una enfermedad ocular no pudo acabarlos. No buscó trabajo, vivió de su herencia y de su actividad literaria. Él mismo consideraba a los poetas como arquitectos de almas. Sus primeros libros empiezan a publicarse en 1918: Hasta la muerte (Mindhalálig, 1918); Versos de un castillo de frontera, 1918-21 (Végvári versek 1918-1921, 1921). Estos versos le proporcionaron una temprana fama. Su lírica llegó a la cumbre en los años 20. Para entonces su obra es un fiel reflejo del transilvanismo, y se siente intensamente en ellos la ideología humanista del poeta.
Fue redactor jefe de la revista Pásztortűz (Fuego Pastoril), desde el momento de su fundación, en 1921. 
Sus versos son ricos en imágenes de la naturaleza, su poesía se abre a cuestiones filosóficas, y está presente en ella también el humor. También el simbolismo juega un papel muy importante en sus poemas.
En su estudio Pensamientos sobre la poesía (Gondolatok a költészetről, Arad, 1926) el poeta expresa cuestiones relacionadas con la vocación poética. En 1940 recibió la Cadena de Corvino por su obra poética.
Sus versos han sido traducidos al alemán, checo, eslovaco, francés, inglés, italiano, polaco, rumano, y sueco.
El año 2005 las editoriales Luther, Polis y Kálvin editaron sus obras completas en dos volúmenes.

## Obra

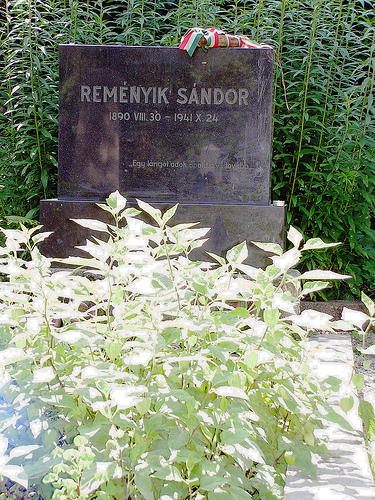
Tumba de Reményik en el cementerio de Házsongárd-Kolozsvár.

- Hasta la muerte (Mindhalálig, 1918).
- Muérdago (Fagyöngyök, Kolozsvár, 1918).
- Solo así (Csak így, Kolozsvár, 1920).
- Versos de un castillo de frontera (Végvári versek, 1921).
- Murmullo de aguas salvajes (Vadvizek zúgása, Kolozsvár, 1921).
- Desde el taller (A műhelyből, Kolozsvár,1924).
- Surge una idea (Egy eszme indul, Kolozsvár, 1925).
- Repican las campanas de la Atlántida (Atlantisz harangoz, Kolozsvár, 1927.
- Frente a la lámpara (Szemben az örökméccsel, Kolozsvár, 1930).
- En vez de pan (versos seleccionados y nuevos) (Kenyér helyett válogatás és újabb versek, Kolozsvár, 1932).
- Flor en ruinas (Romon virág, Kolozsvár, 1935).
- Alta tensión (Magasfeszültség, Kolozsvár, 1940).
- Versos completos (Összes versei, 1941).
- Por completo, volumne póstumo con versos no publicados (Egészen, 1942).
- Versos completos (Összes versei, Budapest, 1944).
- Cruz nevada, selección de Zsolt Hunyadi Csaba (Havasi feszület, 2005)